# Gran maestro internacional

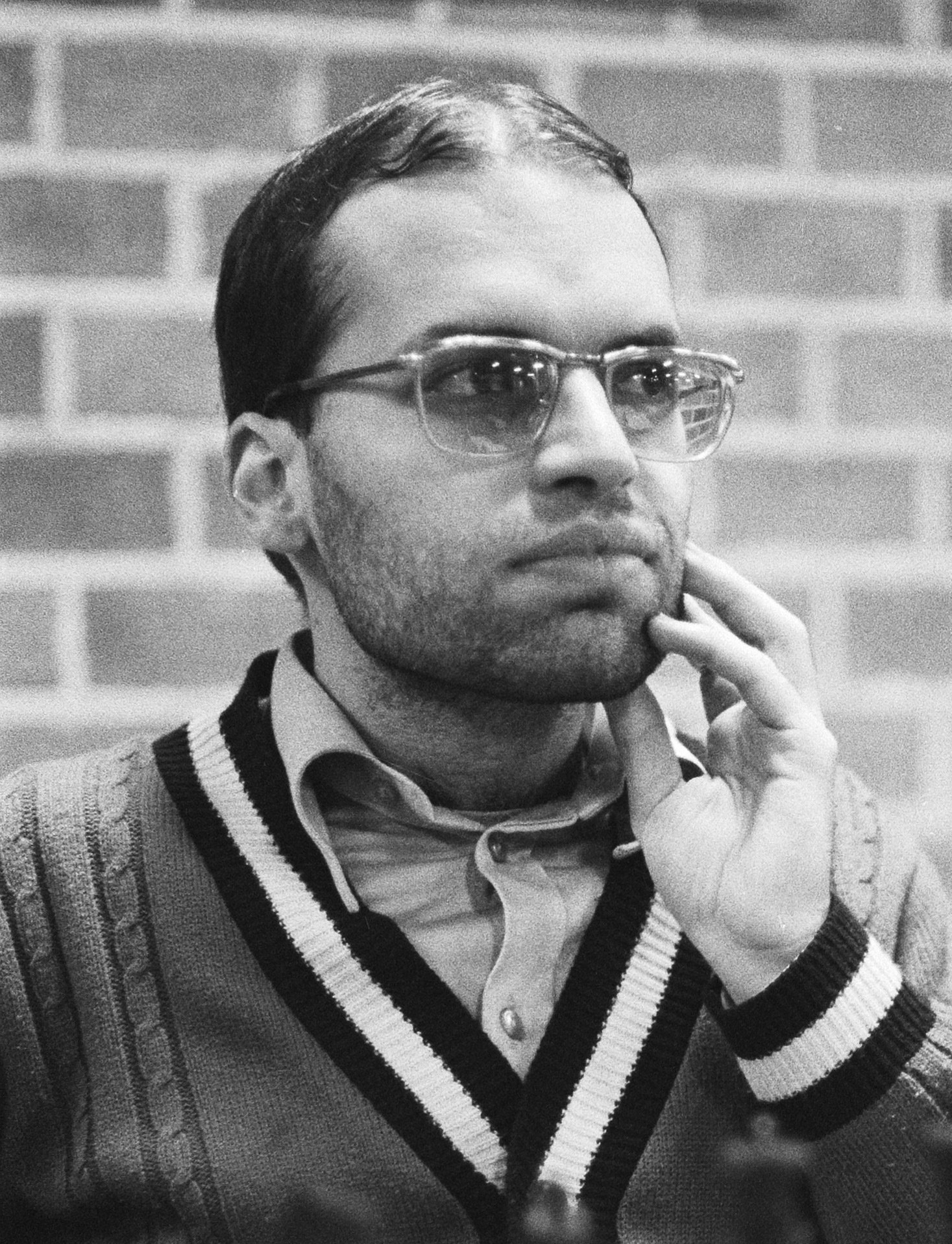
Henrique Mecking, gran maestro de ajedrez brasileño.

El título de gran maestro internacional es otorgado por la Federación Internacional de Ajedrez a jugadores de ajedrez que alcanzan determinado nivel de excelencia. Tras el Campeonato Mundial de Ajedrez es el título más importante entre los jugadores de ajedrez. Es un título vitalicio, que en la literatura aparece abreviado como GM —o GMI en publicaciones antiguas—, (del mismo modo que MI significa maestro internacional y MF maestro FIDE, y más recientemente, CM para candidato a maestro).
La FIDE otorga, además de a los jugadores, el título de gran maestro en composición y resolución de problemas de ajedrez, así como el título de gran maestro de ajedrez postal.

## Historia
El primer uso conocido del término gran maestro se atribuye al semanario británico Bell's Life in London, para referirse al maestro británico William Lewis, quien a su vez se refería a Philidor como gran maestro.

### Uso inicial en torneos
El primer torneo en que se usó el término gran maestro fue el de Ostende en 1907. Posteriormente el torneo de San Sebastián de 1912 fue designado como torneo de grandes maestros.
Sin embargo, el uso del término gran maestro como título fue el atribuido al zar Nicolás II de Rusia, quien proclamó como "grandes maestros" a los cinco finalistas del torneo de San Petersburgo de 1914: Emanuel Lasker, José Raúl Capablanca, Alexander Alekhine, Siegbert Tarrasch y Frank Marshall.

### Creación oficial del título de la FIDE
Luego de la Segunda Guerra Mundial, la FIDE creó el título de gran maestro en 1950, y otorgó en primer lugar este título a 27 jugadores:
- Los mejores jugadores del momento: el campeón mundial Mijaíl Botvinnik, y los clasificados o preclasificados al Torneo de Candidatos de 1950: Isaac Boleslavsky, Igor Bondarevsky, David Bronstein, Max Euwe, Reuben Fine, Salo Flohr, Paul Keres, Alexander Kotov, Andor Lilienthal, Miguel Najdorf, Samuel Reshevsky, Vasily Smyslov, Gideon Ståhlberg y Lászlo Szabó.
- Los mejores jugadores del pasado aún vivos en 1950: Ossip Bernstein, Oldřich Duras, Ernst Grünfeld, Borislav Kostić, Grigory Levenfish, Géza Maróczy, Jacques Mieses, Viacheslav Ragozin, Akiba Rubinstein, Friedrich Sämisch, Savielly Tartakower y Milan Vidmar.

Debido a que el título de gran maestro no se otorga de modo póstumo, muchos jugadores que fallecieron antes de 1950 no recibirían este título, incluyendo a campeones mundiales como Wilhelm Steinitz, Lasker, Capablanca y Alekhine.

## Normas para alcanzar el título de gran maestro
En 1970, con la implantación del sistema de puntuación Elo, se determinó que el título de gran maestro se alcanzaba con una puntuación Elo mínima de 2500 puntos. Posteriormente se estableció que un jugador debía alcanzar tres puntuaciones mínimas en torneos dependiendo de la categoría (clasificación de acuerdo con el Elo promedio de los participantes) de este, en un periodo de tres años.
Actualmente los requisitos son; alcanzar y mantener un Elo mínimo de 2500, y obtener tres normas equivalentes a un rendimiento Elo de 2600 en al menos 27 partidas contra otros grandes maestros. También existen torneos que otorgan el título de manera automática, tales como los campeonatos mundiales juvenil, femenino y sénior, así como un rendimiento Elo de 2600 en las Olimpiadas de ajedrez.

## Número de GM en el mundo por país
El número de GM activos en el mundo es de 1755 en noviembre de 2019. Los países con más de veinte GM activos a noviembre de 2019 son:
| País            | GM  |
| --------------- | --- |
| Rusia           | 256 |
| Estados Unidos  | 101 |
| Alemania        | 96  |
| Ucrania         | 93  |
| India           | 64  |
| Hungría         | 58  |
| Serbia          | 58  |
| España          | 56  |
| Francia         | 50  |
| China           | 48  |
| Polonia         | 45  |
| Armenia         | 44  |
| Israel          | 43  |
| República Checa | 36  |
| Inglaterra      | 36  |
| Países Bajos    | 36  |
| Bulgaria        | 34  |
| Croacia         | 32  |
| Georgia         | 32  |
| Cuba            | 27  |
| Azerbaiyán      | 26  |
| Argentina       | 23  |
| Rumania         | 22  |
| Suecia          | 22  |

De los países latinoamericanos, los dos países con más cantidad de grandes maestros Internacionales son Cuba con 27 y Argentina con 23 grandes maestros internacionales.
Entre los países latinoamericanos se destacan (por cantidad de GM vivos, el número a la izquierda indica su puesto en el escalafón FIDE por países —promedio de los 10 mejores jugadores nacionales—):
Iberoamérica: 158
- 8.º : España = 56
- 25.º: Cuba = 27
- 23.º: Argentina = 23
- 31.º: Brasil = 14
- 49.º: Colombia = 9
- 32.º: Perú = 8
- 54.º: Chile = 6
- 61.º: México = 4
- 63.º: Paraguay = 4
- 60.º: Venezuela = 2
- 67.º: Uruguay = 2
- 71.º: Costa Rica = 1
- 86.º: República Dominicana = 1
- 89.º: Bolivia = 1

De 93 países que cuentan con grandes maestros Internacionales de ajedrez.

## Título femenino de GM
En el mundo del ajedrez femenino la FIDE creó el título de gran maestra (GMF, en inglés WGM) como un título de nivel inferior al de gran maestro, aun cuando las mujeres pueden optar por este último y los demás títulos de la FIDE.
La primera mujer en obtener el título de gran maestro fue la campeona mundial femenina Nona Gaprindashvili, en 1978 por decisión de la FIDE; mientras que la primera jugadora en obtenerlo por rendimiento en torneos fue Susan Polgar en 1991. Desde entonces, 24 jugadoras han alcanzado el título de gran maestro.

## Los grandes maestros más jóvenes de la historia
- Actualizado hasta junio de 2021 [4]

| Jugador                   | País           | Edad                       |
| ------------------------- | -------------- | -------------------------- |
| Abhimanyu Mishra          | Estados Unidos | 12 años, 4 meses, 25 días  |
| Serguéi Kariakin          | Rusia          | 12 años, 7 meses           |
| Rameshbabu Praggnanandhaa | India          | 12 años, 10 meses, 13 días |
| Parimarjan Negi           | India          | 13 años, 4 meses, 22 días  |
| Magnus Carlsen            | Noruega        | 13 años, 4 meses, 27 días  |
| Wei Yi                    | China          | 13 años, 8 meses, 23 días  |
| Bu Xiangzhi               | China          | 13 años, 10 meses, 13 días |
| Samuel Sevian             | Estados Unidos | 13 años, 10 meses, 27 días |
| Richard Rapport           | Hungría        | 13 años, 11 meses, 15 días |
| Teimour Radjabov          | Azerbaiyán     | 14 años, 14 días           |
| Ruslán Ponomariov         | Ucrania        | 14 años, 17 días           |
| Wesley So                 | Filipinas      | 14 años, 1 meses, 28 días  |
| Étienne Bacrot            | Francia        | 14 años, 2 meses           |
| Jorge Cori                | Perú           | 14 años, 2 meses, 13 días  |
| Illya Nyzhnyk             | Ucrania        | 14 años, 3 meses, 2 días   |
| Maxime Vachier-Lagrave    | Francia        | 14 años, 4 meses           |
| Péter Lékó                | Hungría        | 14 años, 4 meses, 22 días  |
| Hou Yifan                 | China          | 14 años, 6 meses, 2 días   |
| Anish Giri                | Países Bajos   | 14 años, 7 meses, 2 días   |
| Yuriy Kuzubov             | Ucrania        | 14 años, 7 meses, 12 días  |
| Dariusz Swiercz           | Polonia        | 14 años, 7 meses, 29 días  |
| Nguyen Ngoc Truong Son    | Vietnam        | 14 años, 10 meses          |
| Daniil Dubov              | Rusia          | 14 años, 11 meses, 14 días |
| Ray Robson                | Estados Unidos | 14 años, 11 meses, 16 días |
| Fabiano Caruana           | Italia         | 14 años, 11 meses, 20 días |
| Samvel Ter-Sahakyan       | Armenia        | 14 años, 11 meses,???      |
| Jan-Krzysztof Duda        | Polonia        | 15 años, 21 días           |
| Andrei Volokitin          | Ucrania        | 15 años, 22 días           |
| Yangyi Yu                 | China          | 15 años, 23 días           |
| Koneru Humpy              | India          | 15 años, 1 meses, 27 días  |
| Hikaru Nakamura           | Estados Unidos | 15 años, 2 meses, 19 días  |
| Pentala Harikrishna       | India          | 15 años, 3 meses, 5 días   |
| Le Quang Liem             | Vietnam        | 15 años, 3 meses, 17 días  |
| Yaroslav Zherebukh        | Ucrania        | 15 años, 3 meses,???       |
| Judit Polgár              | Hungría        | 15 años, 4 meses, 28 días  |
| Alejandro Ramírez Álvarez | Costa Rica     | 15 años, 5 meses, 14 días  |
| Arkadij Naiditsch         | Alemania       | 15 años, 5 meses,???       |
| Bobby Fischer             | Estados Unidos | 15 años, 6 meses, 1 días   |